# Mircea Dridea
Mircea Dridea (născut  7 aprilie 1937 la Ploiești) este un fotbalist român retras din activitate, fiind considerat un simbol al Petrolului Ploiești. Ca jucător a rămas fidel acestei echipe timp de 20 de ani (1952-1972), iar alți 15 ani s-a aflat fie la cârma tehnică a formației ploieștene, fie în calitate de președinte al clubului. Altfel spus, Mircea Dridea a fost tot timpul sinonim cu Petrolul.

## Cariera de jucător
Mircea Dridea a fost un produs al centrului de copii și juniori al Petrolului Ploiești, căruia i s-a alăturat de la vârsta de 15 ani și unde a avut privilegiul să lucreze cu Traian Ionescu. A aparținut unei generații din care au mai facut parte Constantin Tabarcea, Gheorghe Marin, Gheorghe Florea și Vasile Sfetcu. Această generație avea să ajungă în finala pe țară la juniori din 1955, pierdută contra Științei Cluj.
Șansa debutului în prima divizie i-a fost acordată de legendarul antrenor Ilie Oană în data de 29 septembrie 1956, într-un meci din deplasare contra Rapidului încheiat cu scorul de 2-1 pentru ploieșteni. De atunci avea să joace timp de 15 ani, atât cât a durat întreaga sa carieră ca fotbalist, numai sub culorile galben-albastru. Respectiva perioadă se identifică totodată și cu cele mai mari succese din istoria clubului prahovean, mai exact : 3 titluri de campioană în 1958, 1959 și 1966, o cupă a României în 1963 și un loc doi la finele sezonului 1961-1962. 
Atacant central pur sânge, Mircea Dridea întruchipa perfect calitățile omului de gol  prin intuiție, plasament, forță, detentă și un impresionant joc de cap; de asemenea era un bun executant al loviturilor libere peste zid și un excelent om de echipă. Toate aceste aptitudini sunt confirmate de poziționarea sa în primii zece golgeteri all-time ai ligii întâi cu 142 de reușite. Anii de succes petrecuți la Petrolul au fost reprezentativi atât prin tandemul din ofensivă alături de Ion Zaharia la început, iar apoi cu Alexandru Badea, cât și prin meciurile disputate pe plan european unde a bifat 20 de prezențe, trecându-și de 10 ori numele pe lista marcatorilor. Dintre evenimentele memorabile ale carierei putem enumera cele 3 goluri înscrise în victoria echipei ploieștene din finala de cupă a României împotriva Oțelului Galați (la vremea aceea cu denumirea de Siderurgistul) încheiată cu scorul de 6-1, precum și  reușita din meciul cu Liverpool pe stadionul din Ploiești, terminat 3-1 în favoarea găzarilor ( în tur a fost 2-0 pentru cormorani).
Mircea Dridea a îmbrăcat de 18 ori tricoul echipei naționale pentru care a înscris 8 goluri. A avut un debut fulminant sub comanda aceluiași Ilie Oană, în amicalul cu Polonia de la Varșovia din 30 august 1959 când a marcat toate cele trei goluri ale României victorioasă cu 3-2. S-a retras după "dezastrul de la Zürich", 7-1 cu Elveția, moment ce a însemnat și un schimb de generații pentru națională:
În seara aceea de mai, la Zurich, n-a fost ceva în regulă. Pe teren parcă pluteam, aveam impresia că vin tribunele spre noi, făceam eforturi mari să ne găsim echilibrul fizic și moral, dar nu găseam puterea necesară să ne adunăm. A fost ca un vis urât, din care, când ne-am trezit, am dat ochii cu o realitate și mai tristă. O înfrângere la un scor atât de sever, rămas ca o pată pe palmaresul nostru internațional.

## Cariera de antrenor
Ultimul său meci ca fotbalist l-a susținut în penultima etapă a campionatului 1970-1971 când Petrolul a întâlnit CFR Timișoara pe teren propriu. După retragere avea să rămână în cadrul clubului  fiind numit inițial antrenor al echipei de tineret, apoi antrenor secund și în cele din urmă antrenor principal dar numai pentru o scurtă perioadă și anume returul ediției 1973-1974. La sfârșitul acestui sezon formația prahoveană a retrogradat în a doua divizie fapt care a condus la schimbarea sa din funcție. Totuși va cunoaște și zile bune pe banca tehnică a Petrolului, cea mai notabilă performanță rămâne promovarea echipei din eșalonul secund în 1982. Devotamentul față de acest club l-a făcut pe Mircea Dridea să-și ofere ajutorul de nenumărate ori atât ca antrenor cât și în calitate de membru al conducerii administrative. În afară de capitolul Petrolul Ploiești în ceea ce privește anii de antrenorat, a trăit și alte experiențe ca tehnician la echipe precum FCM Progresul Brăila, Sportul Studențesc sau Oțelul Galați în prima divizie, dar fără rezultate remarcabile. 
În continuare, a rămas prezent pe scena fotbalului românesc, ca observator de arbitrii și vicepreședinte în Comisia de disciplină a Federației Române de Fotbal.

## Statistici ale carierei

### Echipa de club
| Sezon   | Club              | Țara    | Liga | Meciuri | Goluri |
| ------- | ----------------- | ------- | ---- | ------- | ------ |
| 1956    | Energia Ploiești  | România | 5A   | 1       | 0      |
| 1957    | Energia Ploiești  | România | 3CP  | 9       | 4      |
| 1957/58 | Petrolul Ploiești | România | 1A   | 11      | 4      |
| 1958/59 | Petrolul Ploiești | România | 1A   | 18      | 14     |
| 1959/60 | Petrolul Ploiești | România | 3A   | 20      | 8      |
| 1960/61 | Petrolul Ploiești | România | 6A   | 24      | 21     |
| 1961/62 | Petrolul Ploiești | România | 2A   | 23      | 22     |
| 1962/63 | Petrolul Ploiești | România | 7A   | 21      | 12     |
| 1963/64 | Petrolul Ploiești | România | 5A   | 25      | 12     |
| 1964/65 | Petrolul Ploiești | România | 6A   | 23      | 13     |
| 1965/66 | Petrolul Ploiești | România | 1A   | 25      | 11     |
| 1966/67 | Petrolul Ploiești | România | 9A   | 23      | 10     |
| 1967/68 | Petrolul Ploiești | România | 5A   | 19      | 6      |
| 1968/69 | Petrolul Ploiești | România | 13A  | 24      | 5      |
| 1969/70 | Petrolul Ploiești | România | 13A  | -       | -      |
| 1970/71 | Petrolul Ploiești | România | 7A   | 16      | 3      |

### Cupele europene
20 de meciuri - 10 goluri
- Cupa Campionilor 1958-1959 : 2 meciuri 2 goluri
- Cupa Campionilor 1959-1960 : 2 meciuri 0 goluri
- Cupa Orașelor Târguri 1962-1963 : 6 meciuri 1 gol
- Cupa Cupelor 1963-1964 : 2 meciuri 2 goluri
- Cupa Orașelor Târguri 1964-1965 : 4 meciuri 3 goluri
- Cupa Campionilor 1966-1967 : 3 meciuri 1 gol
- Cupa Orașelor Târguri 1967-1968 : 1 meci 1 gol

### Echipa națională
| Data               | Locul de desfășurare | Rezultatul    | Rezultatul | Rezultatul | Competiția                         | Goluri |
| ------------------ | -------------------- | ------------- | ---------- | ---------- | ---------------------------------- | ------ |
| 30 august 1959     | Varșovia             | Polonia       | 2 – 3      | România    | Amical                             | 3      |
| 8 noiembrie 1959   | București            | România       | 1 – 0      | Bulgaria   | Turneul Olimpic, calificări        |        |
| 1 mai 1960         | Sofia                | Bulgaria      | 2 – 1      | România    | Turneul Olimpic, calificări        |        |
| 14 mai 1961        | Ankara               | Turcia        | 0 – 1      | România    | Amical                             | 1      |
| 9 octombrie 1963   | Ankara               | Turcia        | 0 – 0      | România    | Amical                             |        |
| 27 octombrie 1963  | București            | România       | 2 – 1      | Iugoslavia | Amical                             |        |
| 27 noiembrie 1965  | București            | România       | 2 – 0      | Portugalia | Campionatul Mondial, preliminarii  |        |
| 1 iunie 1966       | Ludwigshafen         | R.F. Germania | 1 – 0      | România    | Amical                             |        |
| 19 iunie 1966      | București            | România       | 1 – 0      | Uruguay    | Amical                             |        |
| 3 iulie 1966       | Porto                | Portugalia    | 1 – 0      | România    | Amical                             |        |
| 21 septembrie 1966 | Gera                 | R.D. Germană  | 2 – 0      | România    | Amical                             |        |
| 2 noiembrie 1966   | București            | România       | 4 – 2      | Elveția    | Campionatul European, preliminarii | 1      |
| 17 noiembrie 1966  | Ploiești             | România       | 4 – 3      | Polonia    | Amical                             |        |
| 26 noiembrie 1966  | Napoli               | Italia        | 3 – 1      | România    | Campionatul European, preliminarii |        |
| 3 decembrie 1966   | Nicosia              | Cipru         | 1 – 5      | România    | Campionatul European, preliminarii | 2      |
| 7 decembrie 1966   | Yafo                 | Israel        | 1 – 2      | România    | Amical                             |        |
| 22 martie 1967     | Paris                | Franța        | 1 – 2      | România    | Amical                             | 1      |
| 24 mai 1967        | Zürich               | Elveția       | 7 – 1      | România    | Campionatul European, preliminarii |        |

## Familie
Este fratele lui Virgil Dridea care a antrenat divizionara secundă Metalul Plopeni în sezonul 2003/04.